# Svijaga
Svijaga (rusky Свияга, tatarsky Zöyä yılğası) je řeka v Uljanovské oblasti a v Tatarstánu v Rusku. Je 375 km dlouhá. Povodí má rozlohu 16 700 km².

## Průběh toku
Pramení na východním svahu Povolžské vrchoviny. Teče na sever v široké dolině rovnoběžně s Volhou. Je pravým přítokem Volhy a ústí do Svijažského zálivu Kujbyševské přehrady.

## Vodní režim
Zdrojem vody jsou především sněhové srážky. Průměrný roční průtok vody ve vzdálenosti 26 km od ústí činí 34 m³/s. Zamrzá v listopadu až na začátku prosince a rozmrzá v dubnu až na začátku května.

## Využití
Na řece leží město Uljanovsk.